# Mulugeta Abate
Mulugeta Abate es un cantautor y arreglista etíope, y un letrista popular por su prolífico trabajo de unas 400 canciones diferentes en las distintas lenguas etíopes. Entre sus últimos trabajos se encuentra una grabación con Man Alemosoh, en la que destaca en la popular canción "Wello". También ha hecho apariciones en álbumes de Getachew Hailemariam en idioma oromo, and Desaligne Mersah en gurage. También ha realizado arreglos para la canción popular en amhárico: "ሕልሜን የት ልክሰሰው" por Gosaye Tesfye.
Mulugeta Abate nació en Dire Dawa, Etiopía.